# Thomas Thyssen
Thomas Thyssen (* 6. Oktober 1978) ist ein deutscher DJ, Musikjournalist, Musiker und Konzertveranstalter der Schwarzen Szene.

## Leben
Thyssen wuchs in Kleve auf und kam Anfang der 1990er-Jahre durch seinen Bruder Ralf in die Schwarze Szene. Im Herbst 1992 bewarb er sich erfolgreich bei der Musikzeitschrift Sub Line als Journalist, indem er gegenüber Mike Litt, einem Mitglied der Chefredaktion, behauptete, er sei bereits volljährig. Bis das Magazin eingestellt wurde, war er für das Magazin als Schreiber aktiv. Ein Interview mit Andrew Eldritch blieb wegen der Einstellung der Zeitschrift unveröffentlicht.
Er verfasste seitdem Artikel für Orkus, Sonic Seducer sowie Zillo und ist heute Redaktionsleiter der Zeitschrift Gothic. Somit war er für die vier heute bekanntesten Szenemagazine in Deutschland tätig. Außerdem schrieb er für englischsprachige Magazine und wirkte als Mitautor an mehreren Büchern über die Schwarze Szene mit.
Thyssen trat auch als Musiker in Erscheinung und war ab 1994 Mitglied der Gothic-Rock-Band Capital Hell. Er spielte Schlagzeug sowie Synthesizer und war der Autor einiger der Texte der Band. Thyssen war an beiden CD-Veröffentlichungen der Band beteiligt. 1998 löste die Band sich auf, weil die Mitglieder sich über den einzuschlagenden musikalischen Weg nicht einig waren. Inzwischen ist Thyssen selber nicht mehr als Musiker aktiv.
Als DJ legte er unter anderem in der Bochumer Diskothek Zwischenfall auf, wo er gemeinsam mit seinem Bruder seit 1999 die Partyreihe Pagan Love Songs veranstaltete, die sich auf die ursprüngliche Gothic- und Wave-Musik spezialisierte, während auf den meisten Konkurrenzveranstaltungen Techno-beeinflusste Musik wie Future Pop überwog. Die erfolgreiche Partyreihe machte Thyssen überregional bekannt. Im Rahmen der Pagan Love Songs spielten Bands wie Cinema Strange, Diva Destruction oder The Deep Eynde ihre ersten Konzerte in Europa. Auch Faith and the Muse, Gitane Demone und Pink Turns Blue traten dort auf. Thomas und Ralf Thyssen stellten zu der Partyreihe außerdem Compilations zusammen und veranstalteten Festivals.
Seit 2007 finden die Pagan Love Songs nur noch unregelmäßig statt, weil sowohl Thyssen als auch sein Bruder aus dem Ruhrgebiet weggezogen sind.
Neben weiteren Veranstaltungen legt Thomas Thyssen regelmäßig auf dem Wave-Gotik-Treffen in Leipzig auf. Heute lebt er in Berlin.